# Ringo, I Love You
Ringo, I Love you je pop rock pjesma koju pjeva Cher, pod pseudonimom Boonie Jo Mason, koji je koristila na početku svoje karijere u Los Angelesu u SAD-u. Pjesma je objavljena 1964. godine tijekom Beatlemanije. Originalna vinilna ploča izdana je iste godine i ima procijenjenu vrijednost od 750 dolara. 1999. nastala je cover verzija pjesme koju je uradio njemački elektronički duo Stereo Total te je objavljena na njihovom albumu My Melody.

## Opis
Ovo je prva solo pjesma koju je snimila Cher. Pjesmu je objavila pod pseudonimom Boonie Jo Mason zato što je producent Phil Spector želio američka imena za svoje pjevače, i, iznenađujuće, nije smatrao da je Cherilyn La Piere "američko" ime. Lokalne radio stanice nisu željele puštati pjesmu zbog toga što je Cher imala glas koji "podsjeća na muški" te su vjerovali da bi slušatelji mogli misliti da je riječ o homoseksualcu koji pjeva ljubavnu pjesmu posvećenu Ringo Starru, nekadašnjem bubnjaru Beatlesa.
Na B-strani nalazi se Beatle Blues, tipična instrumentalna pjesma.

### Popistrackova
- 7 Promo (Anette 1000)

1. Ringo, I Love You
2. Beatle Blues